# Taiane da Costa Araújo
Taiane da Costa Araújo (9 de setembro de 1997) é uma jogadora de futebol 7 e futebol de areia brasileira.

## Biografia e carreira
Em 2017, foi vice-campeã da Série A do Campeonato Capixaba de Futebol 7. Na Copa Espirito Santo do mesmo ano ficou em terceiro lugar. No Campeonato Brasileiro ficou também na terceira colocação. Em 2019, na Copa Espirito Santo de Futebol 7, ficou em terceiro lugar. Em 2020 e 2022, foi vice-campeã da Série A do Campeonato Estadual do Espírito Santo. Em 2023, venceu o mesmo campeonato.
Em outubro, representou o Brasil na Neom Beach Soccer Cup, na Arábia Saudita e sagrou-se vice-campeã da competição após a seleção ser derrotada pela Espanha por 5 a 3 na final.